# Uncharted 2: Among Thieves
Uncharted 2: Among Thieves er et action-adventurespil til Playstation 3. Spillet er blevet udviklet af Naughty Dog og blev udgivet af Sony Computer Entertainment. Spillet kom eksklusivt til Playstation 3. Spillet er fortsættelsen til Uncharted: Drake's Fortune, som også var et Playstation 3 eksklusivt spil. Spillet blev officielt annonceret i december 2008-nummeret af Game Informer. I forhold til Uncharted: Drake's Fortune som brugte 30-40% af PS3en kræfter bruger Uncharted 2: Among Thieves 90%-100%. Spillet skulle komme den 13. oktober 2009 i Nordamerika og den 23. oktober i Europa.[kilde mangler]